# Hesychotypa fernandezi
Hesychotypa fernandezi är en skalbaggsart som beskrevs av Martins och Maria Helena M. Galileo 1999. Hesychotypa fernandezi ingår i släktet Hesychotypa och familjen långhorningar. Inga underarter finns listade i Catalogue of Life.